# III liga polska w piłce nożnej (2019/2020)
III liga polska w piłce nożnej 2019/2020 – edycja rozgrywek czwartego poziomu ligowego piłki nożnej mężczyzn w Polsce, 12. pod nazwą III liga, a 4. po reformie przeprowadzonej w 2016 roku, która zredukowała liczbę grup z 8 do 4.

Zasięg terytorialny grup III ligi polskiej w piłce nożnej w sezonie 2019/2020

W rywalizacji brało udział 72 drużyny klubowe, podzielone na zasadzie terytorialnej na 4 grupy po 18 zespołów, grających systemem kołowym w okresie od 2 sierpnia 2019 roku do 14 czerwca 2020 roku.
W związku z pandemią koronawirusa wywołanego przez wirusa COVID-19, od 12 marca 2020 roku rozgrywki III ligi zostały zawieszone. Natomiast dnia 14 maja 2020 roku podjęta została przez Zarządy Wojewódzkich Związków Piłki Nożnej, które w sezonie 2019/2020 były organizatorami rozgrywek III ligi, decyzja o zakończeniu rozgrywek mistrzowskich sezonu 2019/2020 w III lidze. Jednocześnie podjęto decyzję, że mistrzowie poszczególnych grup otrzymały awans do II ligi oraz zrezygnowano z przeprowadzenia spadków z poszczególnych grup III ligi do ligi niższej. W grupie IV awans uzyskały dwa zespoły – Motor Lublin i Hutnik Kraków.

## Zasady rozgrywek
W III lidze w sezonie 2019/2020 brało udział 72 drużyny, podzielone na zasadzie terytorialnej na 4 grupy po 18 zespołów:
| Poziomy rozgrywkowe w sezonie 2019/2020                | Poziomy rozgrywkowe w sezonie 2019/2020 | Poziomy rozgrywkowe w sezonie 2019/2020 |
| Rozgrywki                                              | P                                       | Nazwa                                   |
| ------------------------------------------------------ | --------------------------------------- | --------------------------------------- |
| Centralne                                              | I                                       | Ekstraklasa                             |
| Centralne                                              | II                                      | I Liga                                  |
| Centralne                                              | III                                     | II Liga                                 |
| Makroregionalne                                        | IV                                      | III Liga (4 grupy)                      |
| Okręgowe (16 okręgów)*                                 | V                                       | IV Liga (21 grup)                       |
| Okręgowe (16 okręgów)*                                 | VI                                      | Klasa Okręgowa                          |
| Okręgowe (16 okręgów)*                                 | VII                                     | Klasa A                                 |
| Okręgowe (16 okręgów)*                                 | VIII                                    | Klasa B                                 |
| Okręgowe (16 okręgów)*                                 | IX                                      | Klasa C                                 |
| (*) Różna ilość klas oraz grup w zależności od okręgu. |                                         |                                         |
| System ligowy piłki nożnej w Polsce                    |                                         |                                         |

- grupa I (województwa: łódzkie, mazowieckie, podlaskie, warmińsko-mazurskie),
- grupa II (województwa: kujawsko-pomorskie, pomorskie, wielkopolskie, zachodniopomorskie),
- grupa III (województwa: dolnośląskie, lubuskie, opolskie, śląskie),
- grupa IV (województwa: lubelskie, małopolskie, podkarpackie, świętokrzyskie).

Zgodnie z regulaminem, w każdej grupie brało udział po 18 drużyn, grających w systemie „każdy z każdym” (2 mecze z daną drużyną: u siebie i na wyjeździe), które miały rozegrać po 34 kolejki ligowe – po dziewięć meczów każda (razem 306 spotkań), w dwóch rundach – jesiennej i wiosennej.
Mistrzowie każdej z grup uzyskały awans na poziom centralny – do II ligi. Trzy ostatnie drużyny miały spaść na poziom wojewódzki – do odpowiedniej terytorialnie grupy IV ligi. Liczba spadkowiczów może zwiększyć się zależnie od liczby drużyn spadających do danej grupy z lig wyższych.
Drużyny, które wycofają się z rozgrywek po rozegraniu mniej niż 50% spotkań, były automatycznie relegowane o dwa szczeble ligowe niżej (do klasy okręgowej) i przesunięte na koniec tabeli, a osiągnięte przez nie rezultaty zostały anulowane. Drużyny, które wycofały się z rozgrywek po rozegraniu 50% lub więcej spotkań, również były automatycznie relegowane o dwa szczeble ligowe niżej i przesunięte na koniec tabeli, ale za nierozegrane mecze przyznawane były walkowery 3:0 dla zespołów przeciwnych. Wykluczenie z rozgrywek groziło także za nieprzystąpienie z własnej winy do trzech meczów.

## Grupa I

### Drużyny
| Uczestnicy sezonu 2018/2019 | Uczestnicy sezonu 2018/2019 | Uczestnicy sezonu 2018/2019 | Uczestnicy sezonu 2018/2019 |
| --------------------------- | --------------------------- | --------------------------- | --------------------------- |
| SOK                         | Sokół Aleksandrów Łódzki    | 2                           |                             |
| LTM                         | Lechia Tomaszów Mazowiecki  | 3                           |                             |
| STR                         | Unia Skierniewice           | 4                           |                             |
| SOS                         | Sokół Ostróda               | 5                           |                             |
| PWA                         | Polonia Warszawa            | 6                           |                             |
| ZMB                         | Olimpia Zambrów             | 7                           |                             |
| LE2                         | Legia II Warszawa           | 8                           |                             |
| PEL                         | Pelikan Łowicz              | 9                           |                             |
| ZBP                         | Znicz Biała Piska           | 10                          |                             |
| BRŃ                         | Broń Radom                  | 11                          |                             |
| ŚWI                         | Świt Nowy Dwór Mazowiecki   | 12                          |                             |
| URS                         | Ursus Warszawa              | 13                          |                             |
| HMG                         | Huragan Morąg               | 14                          |                             |
| RWM                         | Ruch Wysokie Mazowieckie    | 15                          |                             |

| Spadek z II ligi 2018/2019                                                                                    | Spadek z II ligi 2018/2019 | Spadek z II ligi 2018/2019 | Spadek z II ligi 2018/2019 |
| --- | -------------------------- | -------------------------- | -------------------------- |
| brak spadkowicza                                                                                              |                            |                            |                            |
| Awans z IV ligi 2018/2019                                                                                     |                            |                            |                            |
| grupa łódzka                                                                                                  |                            |                            |                            |
| RKS | RKS Radomsko               | 1                          |                            |
| grupa mazowiecka                                                                                              |                            |                            |                            |
| PGM | Pogoń Grodzisk Mazowiecki  | 1                          |                            |
| grupa podlaska                                                                                                |                            |                            |                            |
| WAS | KS Wasilków                | 1                          |                            |
| grupa warmińsko-mazurska                                                                                      |                            |                            |                            |
| CON | Concordia Elbląg           | 1                          |                            |
| Oznaczenia: - kolumna pierwsza – skróty nazw drużyn, - kolumna trzecia – miejsce zajęte w poprzednim sezonie. |                            |                            |                            |

Objaśnienia:
1. Pogoń Grodzisk Mazowiecki, mistrz IV ligi mazowieckiej południowej wygrała swoje mecze barażowe o awans do III ligi z Huraganem Wołomin, mistrzem IV ligi mazowieckiej północnej.

### Tabela
| Lp. | Drużyna                    | M  | Z  | R | P  | Bramki | Bramki | Różn. | Pkt | Uwagi            | Bezpośrednio |
| --- | -------------------------- | -- | -- | - | -- | ------ | ------ | ----- | --- | ---------------- | ------------ |
| 1   | Sokół Ostróda (M) (A)      | 18 | 11 | 4 | 3  | 38     | 19     | +19   | 37  | Awans do II ligi |              |
| 2   | Sokół Aleksandrów Łódzki   | 19 | 10 | 6 | 3  | 37     | 22     | +15   | 36  |                  |              |
| 3   | Legia II Warszawa          | 18 | 10 | 6 | 2  | 30     | 17     | +13   | 36  |                  |              |
| 4   | Świt Nowy Dwór Mazowiecki  | 19 | 9  | 6 | 4  | 32     | 20     | +12   | 33  |                  |              |
| 5   | Pelikan Łowicz             | 19 | 10 | 2 | 7  | 37     | 26     | +11   | 32  |                  |              |
| 6   | Znicz Biała Piska          | 19 | 9  | 5 | 5  | 33     | 24     | +9    | 32  |                  |              |
| 7   | Huragan Morąg              | 19 | 8  | 6 | 5  | 26     | 21     | +5    | 30  |                  |              |
| 8   | Unia Skierniewice          | 19 | 9  | 1 | 9  | 33     | 39     | −6    | 28  |                  |              |
| 9   | Concordia Elbląg           | 19 | 7  | 6 | 6  | 23     | 25     | −2    | 27  |                  |              |
| 10  | Broń Radom                 | 19 | 7  | 5 | 7  | 31     | 39     | −8    | 26  |                  |              |
| 11  | RKS Radomsko               | 19 | 7  | 3 | 9  | 26     | 28     | −2    | 24  |                  |              |
| 12  | Olimpia Zambrów            | 19 | 6  | 5 | 8  | 31     | 35     | −4    | 23  |                  |              |
| 13  | Pogoń Grodzisk Mazowiecki  | 19 | 6  | 3 | 10 | 31     | 35     | −4    | 21  |                  |              |
| 14  | Lechia Tomaszów Mazowiecki | 19 | 5  | 5 | 9  | 23     | 32     | −9    | 20  |                  |              |
| 15  | Ursus Warszawa             | 19 | 4  | 7 | 8  | 17     | 21     | −4    | 19  |                  |              |
| 16  | Ruch Wysokie Mazowieckie   | 19 | 3  | 8 | 8  | 23     | 31     | −8    | 17  |                  |              |
| 17  | Polonia Warszawa           | 19 | 4  | 5 | 10 | 16     | 28     | −12   | 17  |                  |              |
| 18  | KS Wasilków                | 19 | 2  | 3 | 14 | 12     | 44     | −32   | 9   |                  |              |

Źródło: wnzpn.pl 
Oznaczenia: (M) – tytuł mistrzowski, (A) – awans, (S) – spadek.
Zasady ustalania kolejności: 1. liczba zdobytych punktów; 2. różnica zdobytych bramek; 3. większa liczba zdobytych bramek. 
Objaśnienia:
W związku z pandemią koronawirusa Zarząd Warmińsko-Mazurskiego Związku Piłki Nożnej w Olsztynie uchwałą z dnia 18 maja 2020 roku podjął decyzję o zakończeniu sezonu rozgrywkowego 2019/2020. Kolejność drużyn w tabeli po rozegraniu 19 kolejek meczów przyjęta została jako końcowa kolejność rozgrywek w sezonie 2019/2020. Zgodnie z powyższą uchwałą podjęto również decyzję, że z III ligi do IV ligi nie spadnie żadna drużyna.
- Mecz 17. kolejki Sokół Ostróda - Legia II Warszawa przełożony na wiosnę – 1 kwietnia 2020 został odwołany z powodu zagrożenia epidemicznego.

## Grupa II

### Drużyny
| Uczestnicy sezonu 2018/2019 | Uczestnicy sezonu 2018/2019 | Uczestnicy sezonu 2018/2019 | Uczestnicy sezonu 2018/2019 |
| --------------------------- | --------------------------- | --------------------------- | --------------------------- |
| KAL                         | KKS 1925 Kalisz             | 2                           |                             |
| RST                         | Radunia Stężyca             | 3                           |                             |
| KOT                         | Kotwica Kołobrzeg           | 4                           |                             |
| MGN                         | Mieszko Gniezno             | 5                           |                             |
| ŚRW                         | Polonia Środa Wielkopolska  | 6                           |                             |
| ŚWS                         | Świt Szczecin               | 7                           |                             |
| BAŁ                         | Bałtyk Gdynia               | 8                           |                             |
| KLE                         | Sokół Kleczew               | 9                           |                             |
| KPS                         | KP Starogard Gdański        | 10                          |                             |
| PO2                         | Pogoń II Szczecin           | 11                          |                             |
| GKN                         | Górnik Konin                | 12                          |                             |
| BAK                         | Bałtyk Koszalin             | 13                          |                             |
| JAR                         | Jarota Jarocin              | 14                          |                             |
| GWK                         | Gwardia Koszalin            | 15                          |                             |

| Spadek z II ligi 2018/2019                                                                                    | Spadek z II ligi 2018/2019 | Spadek z II ligi 2018/2019 | Spadek z II ligi 2018/2019 |
| --- | -------------------------- | -------------------------- | -------------------------- |
| brak spadkowicza                                                                                              |                            |                            |                            |
| Awans z IV ligi 2018/2019                                                                                     |                            |                            |                            |
| grupa kujawsko-pomorska                                                                                       |                            |                            |                            |
| UNI | Unia Janikowo              | 1                          |                            |
| grupa pomorska                                                                                                |                            |                            |                            |
| NOS | Grom Nowy Staw             | 1                          |                            |
| grupa wielkopolska                                                                                            |                            |                            |                            |
| NLB | Nielba Wągrowiec           | 1                          |                            |
| grupa zachodniopomorska                                                                                       |                            |                            |                            |
| CHP | Chemik Police              | 1                          |                            |
| Oznaczenia: - kolumna pierwsza – skróty nazw drużyn, - kolumna trzecia – miejsce zajęte w poprzednim sezonie. |                            |                            |                            |

Objaśnienia:

### Tabela
| Lp. | Drużyna                    | M  | Z  | R | P  | Bramki | Bramki | Różn. | Pkt | Uwagi                       | Bezpośrednio      |
| --- | -------------------------- | -- | -- | - | -- | ------ | ------ | ----- | --- | --------------------------- | ----------------- |
| 1   | KKS 1925 Kalisz (M) (A)    | 18 | 14 | 3 | 1  | 41     | 12     | +29   | 45  | Awans do II ligi            |                   |
| 2   | Radunia Stężyca            | 18 | 11 | 7 | 0  | 37     | 10     | +27   | 40  |                             |                   |
| 3   | Świt Szczecin              | 18 | 11 | 6 | 1  | 30     | 7      | +23   | 39  | ŚWS – KOT 3:1 KOT – ŚWS -:- |                   |
| 4   | Kotwica Kołobrzeg          | 18 | 13 | 0 | 5  | 37     | 22     | +15   | 39  | ŚWS – KOT 3:1 KOT – ŚWS -:- |                   |
| 5   | Mieszko Gniezno            | 18 | 11 | 3 | 4  | 33     | 17     | +16   | 36  |                             |                   |
| 6   | Unia Janikowo              | 18 | 10 | 3 | 5  | 43     | 29     | +14   | 33  |                             |                   |
| 7   | Sokół Kleczew              | 18 | 8  | 3 | 7  | 22     | 22     | 0     | 27  |                             |                   |
| 8   | KP Starogard Gdański       | 18 | 7  | 4 | 7  | 19     | 20     | −1    | 25  |                             |                   |
| 9   | Polonia Środa Wielkopolska | 18 | 6  | 5 | 7  | 28     | 24     | +4    | 23  |                             |                   |
| 10  | Pogoń II Szczecin          | 18 | 6  | 3 | 9  | 23     | 30     | −7    | 21  | PO2 – CHP 2:1 CHP – PO2 -:- |                   |
| 11  | Chemik Police              | 18 | 6  | 3 | 9  | 21     | 27     | −6    | 21  | PO2 – CHP 2:1 CHP – PO2 -:- |                   |
| 12  | Gwardia Koszalin           | 18 | 5  | 3 | 10 | 19     | 37     | −18   | 18  |                             |                   |
| 13  | Bałtyk Koszalin            | 18 | 4  | 5 | 9  | 17     | 35     | −18   | 17  |                             |                   |
| 14  | Nielba Wągrowiec           | 18 | 4  | 4 | 10 | 22     | 38     | −16   | 16  |                             |                   |
| 15  | Jarota Jarocin             | 18 | 3  | 6 | 9  | 18     | 24     | −6    | 15  |                             |                   |
| 16  | Górnik Konin               | 18 | 4  | 2 | 12 | 22     | 37     | −15   | 14  | GKN – NOS -:- NOS – GKN 1:3 |                   |
| 17  | Grom Nowy Staw1 (S)        | 18 | 3  | 5 | 10 | 19     | 35     | −16   | 14  | GKN – NOS -:- NOS – GKN 1:3 | Spadek do IV ligi |
| 18  | Bałtyk Gdynia              | 18 | 3  | 1 | 14 | 12     | 37     | −25   | 10  |                             |                   |

Źródło: wielkopolskizpn.pl 
Oznaczenia: (M) – tytuł mistrzowski, (A) – awans, (S) – spadek.
Zasady ustalania kolejności: 1. liczba zdobytych punktów w całym cyklu rozgrywek; 2. liczba punktów zdobyta w meczach bezpośrednich; 3. różnica bramek w meczach bezpośrednich; 4. różnica bramek w meczach bezpośrednich – bramki zdobyte na wyjeździe liczone podwójnie; 5. różnica bramek w całym cyklu rozgrywek; 6. liczba zdobytych bramek w całym cyklu rozgrywek. 
Bezpośrednio: stosowane, gdy dwie lub więcej drużyn mają identyczny dorobek punktowy.
Objaśnienia:
W związku z pandemią koronawirusa Zarząd Wielkopolskiego Związku Piłki Nożnej w Poznaniu uchwałą z dnia 14 maja 2020 roku podjął decyzję o zakończeniu sezonu rozgrywkowego 2019/2020. Kolejność drużyn w tabeli po rozegraniu 18 kolejek meczów przyjęta została jako końcowa kolejność rozgrywek w sezonie 2019/2020. Zgodnie z powyższą uchwałą podjęto również decyzję, że z III ligi do IV ligi nie spadnie żadna drużyna.

## Grupa III

### Drużyny
| Uczestnicy sezonu 2018/2019 | Uczestnicy sezonu 2018/2019 | Uczestnicy sezonu 2018/2019 | Uczestnicy sezonu 2018/2019 |
| --------------------------- | --------------------------- | --------------------------- | --------------------------- |
| ŚLZ                         | Ślęza Wrocław               | 2                           |                             |
| ZA2                         | Zagłębie II Lubin           | 3                           |                             |
| REK                         | Rekord Bielsko-Biała        | 4                           |                             |
| GTA                         | Gwarek Tarnowskie Góry      | 5                           |                             |
| GZ2                         | Górnik II Zabrze            | 6                           |                             |
| RZD                         | Ruch Zdzieszowice           | 7                           |                             |
| PNI                         | Pniówek Pawłowice Śląskie   | 8                           |                             |
| ŻMI                         | Piast Żmigród               | 9                           |                             |
| ML2                         | Miedź II Legnica            | 10                          |                             |
| FHG                         | Foto-Higiena Gać            | 11                          |                             |
| STB                         | Stal Brzeg                  | 12                          |                             |
| KLU                         | MKS Kluczbork               | 131                         |                             |

| Spadek z II ligi 2018/2019                                                                                    | Spadek z II ligi 2018/2019 | Spadek z II ligi 2018/2019 | Spadek z II ligi 2018/2019 |
| --- | -------------------------- | -------------------------- | -------------------------- |
| ROW | ROW 1964 Rybnik            | 16                         |                            |
| ROZ | Rozwój Katowice            | 171                        |                            |
| RCH | Ruch Chorzów               | 18                         |                            |
| Awans z IV ligi 2018/2019                                                                                     |                            |                            |                            |
| grupa dolnośląska                                                                                             |                            |                            |                            |
| ŚL2 | Śląsk II Wrocław           | 12                         |                            |
| grupa lubuska                                                                                                 |                            |                            |                            |
| LZG | Lechia Zielona Góra        | 13                         |                            |
| grupa opolska                                                                                                 |                            |                            |                            |
| LSD | LZS Starowice Dolne        | 24                         |                            |
| grupa śląska                                                                                                  |                            |                            |                            |
| PBT | Polonia Bytom              | 15                         |                            |
| Oznaczenia: - kolumna pierwsza – skróty nazw drużyn, - kolumna trzecia – miejsce zajęte w poprzednim sezonie. |                            |                            |                            |

Objaśnienia:
1. Spadkowicz z II ligi Rozwój Katowice zrezygnował z gry w III lidze (drużyna została rozwiązana), w związku z czym dodatkowo utrzymał się MKS Kluczbork.
2. Śląsk II Wrocław, mistrz IV ligi dolnośląskiej wschód wygrał swoje mecze barażowe o awans do III ligi z AKS Strzegom, mistrzem IV ligi dolnośląskiej zachód.
3. Przed startem rozgrywek Falubaz Zielona Góra powrócił do nazwy Lechia Zielona Góra.
4. Polonia Głubczyce, mistrz IV ligi opolskiej zrezygnowała z awansu do III ligi, dzięki czemu awansował wicemistrz LZS Starowice Dolne.
5. Polonia Bytom, mistrz IV ligi śląskiej I wygrała swoje mecze barażowe o awans do III ligi z LKS Czaniec, mistrzem IV ligi śląskiej II.

### Tabela
| Lp. | Drużyna                   | M  | Z  | R  | P  | Bramki | Bramki | Różn. | Pkt | Uwagi                       | Bezpośrednio      |
| --- | ------------------------- | -- | -- | -- | -- | ------ | ------ | ----- | --- | --------------------------- | ----------------- |
| 1   | Śląsk II Wrocław (M) (A)  | 18 | 11 | 4  | 3  | 34     | 17     | +17   | 37  | Awans do II ligi            |                   |
| 2   | Polonia Bytom             | 18 | 10 | 3  | 5  | 31     | 18     | +13   | 33  |                             |                   |
| 3   | Ruch Chorzów              | 18 | 8  | 7  | 3  | 34     | 20     | +14   | 31  |                             |                   |
| 4   | MKS Kluczbork             | 18 | 9  | 3  | 6  | 30     | 24     | +6    | 30  |                             |                   |
| 5   | Rekord Bielsko-Biała      | 18 | 9  | 2  | 7  | 27     | 29     | −2    | 29  | REK – RZD 2:0 RZD – REK -:- |                   |
| 6   | Ruch Zdzieszowice1 (S)    | 18 | 8  | 5  | 5  | 24     | 20     | +4    | 29  | REK – RZD 2:0 RZD – REK -:- | Spadek do IV ligi |
| 7   | Gwarek Tarnowskie Góry    | 18 | 8  | 4  | 6  | 31     | 26     | +5    | 28  |                             |                   |
| 8   | Pniówek Pawłowice Śląskie | 18 | 7  | 6  | 5  | 24     | 20     | +4    | 27  | PNI – GZ2 -:- GZ2 – PNI 2:3 |                   |
| 9   | Górnik II Zabrze          | 18 | 8  | 3  | 7  | 35     | 30     | +5    | 27  | PNI – GZ2 -:- GZ2 – PNI 2:3 |                   |
| 10  | Lechia Zielona Góra       | 18 | 8  | 2  | 8  | 30     | 35     | −5    | 26  |                             |                   |
| 11  | Ślęza Wrocław             | 18 | 6  | 7  | 5  | 22     | 19     | +3    | 25  |                             |                   |
| 12  | Foto-Higiena Gać          | 18 | 6  | 6  | 6  | 24     | 26     | −2    | 24  |                             |                   |
| 12  | Miedź II Legnica          | 18 | 5  | 7  | 6  | 33     | 31     | +2    | 22  | ML2 – ROW 4:1 ROW – ML2 -:- |                   |
| 14  | ROW 1964 Rybnik           | 18 | 6  | 4  | 8  | 29     | 32     | −3    | 22  | ML2 – ROW 4:1 ROW – ML2 -:- |                   |
| 15  | Stal Brzeg                | 18 | 4  | 7  | 7  | 22     | 28     | −6    | 19  |                             |                   |
| 16  | Zagłębie II Lubin         | 18 | 1  | 11 | 6  | 17     | 23     | −6    | 14  | ZA2 – ŻMI -:- ŻMI – ZA2 2:2 |                   |
| 17  | Piast Żmigród             | 18 | 3  | 5  | 10 | 20     | 31     | −11   | 14  | ZA2 – ŻMI -:- ŻMI – ZA2 2:2 |                   |
| 18  | LZS Starowice Dolne1 (S)  | 18 | 0  | 4  | 14 | 7      | 45     | −38   | 4   | Spadek do IV ligi           |                   |

Źródło: slzpn.katowice.pl 
Oznaczenia: (M) – tytuł mistrzowski, (A) – awans, (S) – spadek.
Zasady ustalania kolejności: 1. liczba zdobytych punktów w całym cyklu rozgrywek; 2. liczba punktów zdobyta w meczach bezpośrednich; 3. różnica bramek w meczach bezpośrednich; 4. różnica bramek w meczach bezpośrednich – bramki zdobyte na wyjeździe liczone podwójnie; 5. różnica bramek w całym cyklu rozgrywek; 6. liczba zdobytych bramek w całym cyklu rozgrywek. 
Bezpośrednio: stosowane, gdy dwie lub więcej drużyn mają identyczny dorobek punktowy.
Objaśnienia:
W związku z pandemią koronawirusa Zarząd Śląskiego Związku Piłki Nożnej w Katowicach uchwałą z dnia 14 maja 2020 roku podjął decyzję o zakończeniu sezonu rozgrywkowego 2019/2020. Kolejność drużyn w tabeli po rozegraniu 18 kolejek meczów przyjęta została jako końcowa kolejność rozgrywek w sezonie 2019/2020. Zgodnie z powyższą uchwałą podjęto również decyzję, że z III ligi do IV ligi nie spadnie żadna drużyna.

## Grupa IV

### Drużyny
| Uczestnicy sezonu 2018/2019 | Uczestnicy sezonu 2018/2019       | Uczestnicy sezonu 2018/2019 | Uczestnicy sezonu 2018/2019 |
| --------------------------- | --------------------------------- | --------------------------- | --------------------------- |
| PNT                         | Podhale Nowy Targ                 | 2                           |                             |
| MOT                         | Motor Lublin                      | 3                           |                             |
| WPU                         | Wisła Puławy                      | 4                           |                             |
| HUT                         | Hutnik Kraków                     | 5                           |                             |
| KSZ                         | KSZO 1929 Ostrowiec Świętokrzyski | 6                           |                             |
| SSI                         | Sokół Sieniawa                    | 7                           |                             |
| AVI                         | Avia Świdnik                      | 8                           |                             |
| ORP                         | Orlęta Radzyń Podlaski            | 9                           |                             |
| KRA                         | Stal Kraśnik                      | 10                          |                             |
| WSA                         | Wisła Sandomierz                  | 11                          |                             |
| CHM                         | Chełmianka Chełm                  | 12                          |                             |
| WÓL                         | Wólczanka Wólka Pełkińska         | 13                          |                             |
| SOŁ                         | Soła Oświęcim                     | 141                         |                             |
| PBP                         | Podlasie Biała Podlaska           | 151                         |                             |

| Spadek z II ligi 2018/2019                                                                                    | Spadek z II ligi 2018/2019 | Spadek z II ligi 2018/2019 | Spadek z II ligi 2018/2019 |
| --- | -------------------------- | -------------------------- | -------------------------- |
| SIA | Siarka Tarnobrzeg          | 15                         |                            |
| Awans z IV ligi 2018/2019                                                                                     |                            |                            |                            |
| grupa lubelska                                                                                                |                            |                            |                            |
| HET | Hetman Zamość              | 1                          |                            |
| grupa małopolska                                                                                              |                            |                            |                            |
| GIE | Jutrzenka Giebułtów        | 12                         |                            |
| grupa podkarpacka                                                                                             |                            |                            |                            |
| DĘB | Wisłoka Dębica             | 1                          |                            |
| grupa świętokrzyska                                                                                           |                            |                            |                            |
| KO2 | Korona II Kielce           | 1                          |                            |
| Oznaczenia: - kolumna pierwsza – skróty nazw drużyn, - kolumna trzecia – miejsce zajęte w poprzednim sezonie. |                            |                            |                            |

Objaśnienia:
1. Soła Oświęcim wycofała się przed startem rozgrywek (drużyna została rozwiązana), w związku z czym dodatkowo utrzymało się Podlasie Biała Podlaska.
2. Jutrzenka Giebułtów, mistrz IV ligi małopolskiej zachód wygrała swoje mecze barażowe o awans do III ligi z Unią Tarnów, mistrzem IV ligi małopolskiej wschód.

### Tabela
| Lp. | Drużyna                      | M  | Z  | R | P  | Bramki | Bramki | Różn. | Pkt | Uwagi            | Bezpośrednio |
| --- | ---------------------------- | -- | -- | - | -- | ------ | ------ | ----- | --- | ---------------- | ------------ |
| 1   | Motor Lublin1 (M) (A)        | 19 | 10 | 6 | 3  | 36     | 16     | +20   | 36  | Awans do II ligi |              |
| 2   | Hutnik Kraków1 (A)           | 19 | 10 | 6 | 3  | 34     | 27     | +7    | 36  | Awans do II ligi |              |
| 3   | Wólczanka Wólka Pełkińska    | 19 | 9  | 8 | 2  | 27     | 16     | +11   | 35  |                  |              |
| 4   | Korona II Kielce             | 19 | 10 | 4 | 5  | 38     | 26     | +12   | 34  |                  |              |
| 5   | Siarka Tarnobrzeg            | 19 | 8  | 6 | 5  | 30     | 23     | +7    | 30  |                  |              |
| 6   | Wisła Puławy                 | 19 | 8  | 5 | 6  | 21     | 19     | +2    | 29  |                  |              |
| 7   | Stal Kraśnik                 | 19 | 7  | 7 | 5  | 29     | 20     | +9    | 28  |                  |              |
| 8   | Podhale Nowy Targ            | 19 | 8  | 4 | 7  | 30     | 24     | +6    | 28  |                  |              |
| 9   | Avia Świdnik                 | 19 | 7  | 7 | 5  | 26     | 27     | −1    | 28  |                  |              |
| 10  | Wisłoka Dębica               | 19 | 7  | 6 | 6  | 22     | 14     | +8    | 27  |                  |              |
| 11  | Wisła Sandomierz             | 19 | 6  | 7 | 6  | 24     | 19     | +5    | 25  |                  |              |
| 12  | Sokół Sieniawa               | 19 | 6  | 7 | 6  | 17     | 18     | −1    | 25  |                  |              |
| 13  | KSZO Ostrowiec Świętokrzyski | 19 | 6  | 6 | 7  | 21     | 21     | 0     | 24  |                  |              |
| 14  | Hetman Zamość                | 19 | 5  | 7 | 7  | 22     | 25     | −3    | 22  |                  |              |
| 15  | Orlęta Radzyń Podlaski       | 19 | 3  | 7 | 9  | 15     | 25     | −10   | 16  |                  |              |
| 16  | Jutrzenka Giebułtów          | 19 | 4  | 4 | 11 | 14     | 30     | −16   | 16  |                  |              |
| 17  | Chełmianka Chełm             | 19 | 1  | 8 | 10 | 12     | 35     | −23   | 11  |                  |              |
| 18  | Podlasie Biała Podlaska      | 19 | 1  | 5 | 13 | 20     | 53     | −33   | 8   |                  |              |

Źródło: lzpn.pl 
Oznaczenia: (M) – tytuł mistrzowski, (A) – awans, (S) – spadek.
Zasady ustalania kolejności: 1. liczba zdobytych punktów; 2. różnica zdobytych bramek; 3. większa liczba zdobytych bramek. 
Objaśnienia:
W związku z pandemią koronawirusa Zarząd Lubelskiego Związku Piłki Nożnej w Lublinie uchwałą nr XXII/1 z dnia 16 maja 2020 roku podjął decyzję o zakończeniu sezonu rozgrywkowego 2019/2020. Kolejność drużyn w tabeli po rozegraniu 19 kolejek meczów przyjęta została jako końcowa kolejność rozgrywek w sezonie 2019/2020.Zgodnie z powyższą uchwałą podjęto również decyzję, że z III ligi do IV ligi nie spadnie żadna drużyna.